# Берке, Губерт
Губерт Берке (нем. Hubert Berke; род. 22 января 1908 г. Гельзенкирхен-Буер — ум. 24 ноября 1979 г. Кёльн) — немецкий художник и график.

## Жизнь и творчество
Родился в католической, набожной семье. Начальное и среднее образование получил при монастыре капуцинов в Бохольте и затем в миссионерской школе в Бенсхейме (Оденвальд). Готовил себя к миссионерской деятельности в Китае; с данной целью занимался изучением восточноазиатских культур и философии. Впоследствии этот опыт отразился на художественном творчестве Берке. В 1930—1932 годах занимается в Мюнстерском и Кёнигсбергском университетах, где изучает теологию, философию и древние языки, однако позднее решает посвятить себя живописи. Прослушанный Г.Берке курс философа-экзистенциалиста Петера Вуста оказал большое влияние на мировоззрение молодого художника.
Изучал живопись и историю искусства в Кёнигсберге у художника-экспрессиониста Вильгельма Воррингера и Фрица Бурмана, а с 1932 года в Дюссельдорфе, став одним из последних там учеников Пауля Клее. После прихода к власти в Германии национал-социалистов и увольнения П.Клее из дюссельдорфской Академии её также покидает и Берке. Некоторое время он продолжает совершенствовать своё мастерство (в 1934) у экспрессиониста Генриха Науэна, затем переезжает в Кёльн, где занимается преимущественно иллюстрированием литературы и рекламной работой. Многие работы его в этот период близки по технике к произведениям П.Клее и находятся на грани, отделяющей предметное искусство от абстрактности. В 1940 году он встречается с художником Альфредом Кубином, оказавшим влияние на работы Г.Берке. В конце 1930-х — начале 1940-х годов занимался ксилографией. Его произведения отмечены как абстракционистскими, так и сюрреалистическими чертами.
В 1937 году художник вступает в брак с Брунхильдой Коппе, мастером рисунка по ткани. В 1940 у них родилась дочь Ева (Ева Олоу), также художница, ныне живущая и работающая в Кёльне.
В 1947 году, вместе с некоторыми другими рейнскими художниками, организует «Альфтерское четверговое общество», одно из первых объединений художников в послевоенной Германии. В 1951 он вступает в группу «ZEN 49». Начиная с 1955 года создаёт многочисленные мозаики, гобелены, витражи, живописные и графические работы, в том числе разрабатывает эскизы для почтовых марок ФРГ. С 1960 года преподаёт акварелистику и рисунок в Высшей технической школе в Аахене. В эти годы Г.Берке рисует преимущественно абстрактные полотна, т. н. «лирический информализм». В то же время создавал витражи для католических церквей Кёльна, Эссена и Ольпе, писал сценические декорации для Кёльнской Оперы.

## Выставки и награды
Произведения Г.Берке неоднократно выставлялись как в Германии, так и за её пределами (Париж 1948, Сан-Паулу 1953, Питтсбург 1958, Токио 1959, Нью-Йорк 1960 и др.). В 1959 году принимает участие в выставке современного искусства Documenta II в Касселе.
В 1950 году Г.Берке был награждён премией «Молодой Запад» (Junger Westen Recklinghausen) округа Реклингхаузен. В 1961 году был удостоен Большой художественной премии города Кёльна, в 1962 — премии Конрада-фон-Зоста земельного союза Вестфалия-Липпе.